# Per Gyllenhöök
Per Larsson Gyllenhöök, tidigare Höök, född 9 maj 1645 i Vendels församling, död 11 augusti 1706, var en svensk lagman och häradshövding i Norrbo härad (med flera). Han var bror till Anders Larsson Höök, och jaktkamrat till Karl XI.

## Biografi
Gyllenhöök föddes 1645 på Åkra i Vendels församling. Han var son till kronobefallningsmannen Lars Andersson Hök och Brita Persdotter Berg. Gyllenhöök studerade vid Uppsala universitet och studerade 1661 bokhålleri hos kamrer Elof Hök i Stockholm. Han blev bokhåller och kamrer hos grevinnan Ebba Brahe, som var änka efter greve Jakob De la Gardie.
1681 lät Gyllenhöök köpa in egendomar, skog, hammarsmedjor och masugnar vid Engelsbergs bruk och gjorde detta till ett järnbruk. Han ägde sedermera bruket fram till sin död 1706, varvid sonen, även han kallad Anders, tog över. Under slutet av 1600-talet lät han även ta över Landforsens hytta.
Vid 55 års ålder led Per Larsson av lamhet i ena armen, varvid han sökte sig till Sätra brunn för att dricka dess vatten under åren 1698 och 1699. Enligt sägnen blev han fullkomligt återställd, innan han avled blott sju år senare. Ryktet om botehistorien nådde Samuel Skragge, som reste till Sätra brunn och sedermera startade kurortsverksamheten.

### Familj
Gyllenhöök gifte sig 21 april 1672 med Regina Elbfas. Hon var dotter till målaråldermannen Jacob Elbfas i Stockholm. Regina Elbfas var änka efter kyrkoherden Lars Börstel i Sånga församling. Gyllenhöök och Elbfas fick tillsammans barnen Ebba Gyllenhöök, brukspatronen Anders Gyllenhöök (1678–1741), Maria Gyllenhöök (1678–1741) som var gift med häradshövdingen Lars Hvasser och Carl Westenhielm, Beata Gyllenhöök (1680–1738) som var gift med kyrkoherden Christiernus Erici Christiernini i Fellingsbro församling, Charlotta Gyllenhöök (1683–1717) som var gift med brukspatronen Anders Ahlbom, häradshövdingen Carl Gyllenhöök (1686–1731) och Anna Margareta Gyllenhöök.